# Josef Štěpánek Netolický

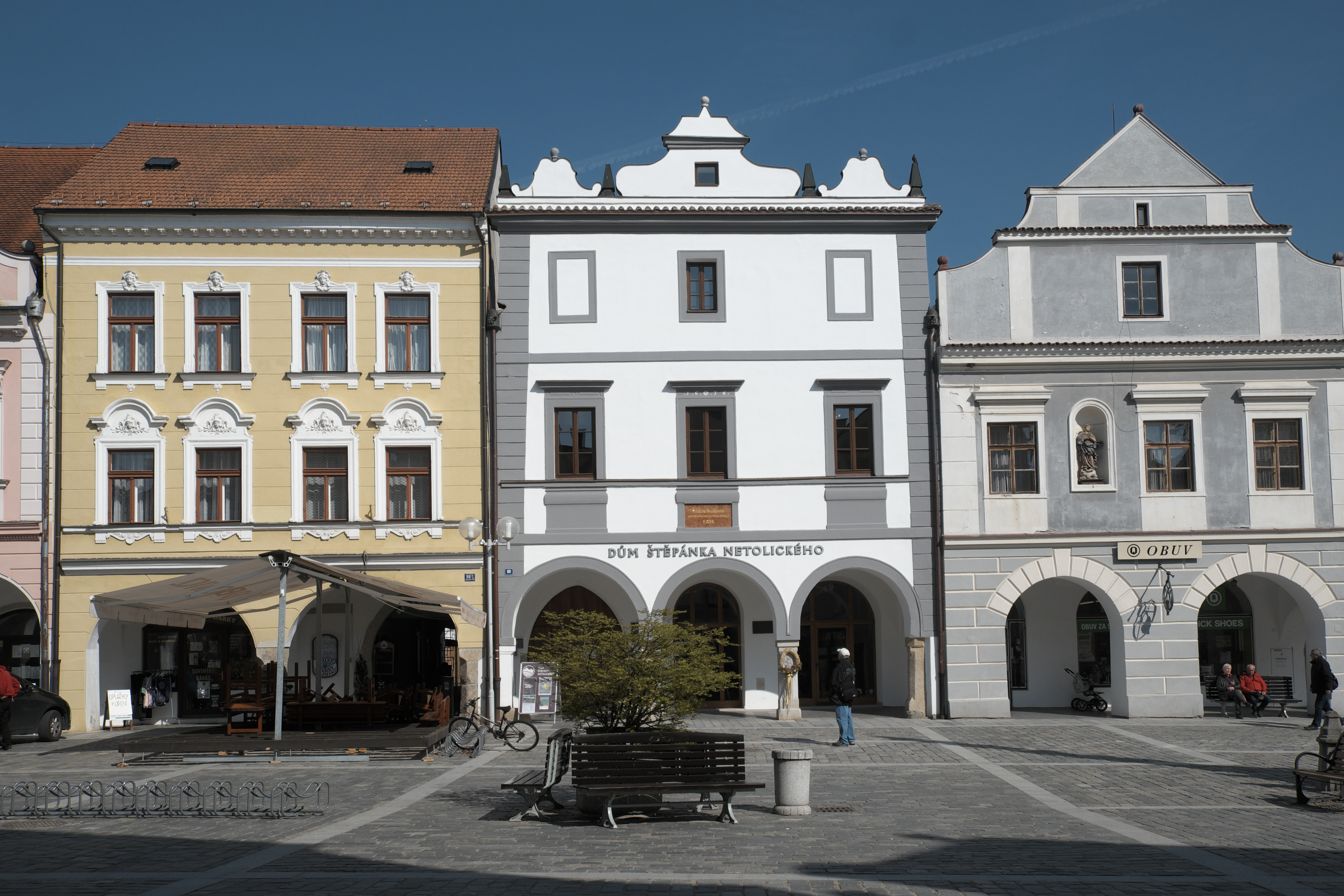
Dům Štěpánka Netolického, Třeboň, Masarykovo nám.

Josef Štěpánek Netolický (asi 1460–1538/9 Třeboň) byl jeden z nejznámějších českých rybníkářů.

## Životopis
O Josefu Netolickém se dochovalo velmi málo historických údajů. Rok narození ani křestní jméno Josef nejsou zcela jisté. První potvrzená zmínka o něm pochází až z konce 15. století, kdy působil ve službách Rožmberků, a to jako pomocník fišmistra Kunáta Dobřenského z Kolína. Roku 1505 je sám jmenován fišmistrem. Na Třeboňsku měl na starost výstavbu rybníků a chov ryb. Znalosti se stavbou rybníků získal při vzniku vodních nádrží u Lomnice nad Lužnicí. Roku 1519 mu Rožmberkové jako dar zrušili poddanský status a darovali mu menší statek. V roce 1522 se oženil s Dorotou Lokšovou, vdovou po třeboňském písaři. Tímto sňatkem získal dům č. 89 na dnešním Masarykově náměstí (dnes Dům Štěpánka Netolického).
Zemřel kolem Vánoc roku 1538-9 v Třeboni.

## Dílo
Zakládal či rozšiřoval rybníky ve východních Čechách (Žehuňský rybník) a na Třeboňsku, kde působil ve službách Rožmberků. Mezi jeho nejznámější díla patří Horusický rybník, Opatovický rybník, rybník Velký Tisý a rybník Kaňov. Za účelem zásobování rybníků čerstvou vodou vybudoval Zlatou stoku, která funguje do dnešních dnů. Vymyslel systém přemisťování ryb mezi rybníky dle velikosti. Zavedl také praxi letnění rybníků.
Uplatnil se také jako stavitel, navrhoval měšťanské domy a budoval opevnění Třeboně. Tato podoba opevnění z let 1525-26 je i dnes stále patrná. Inicioval i přestavbu některých bran do města. Potřeba opevnění vznikla zejména na základě sporů o rožmberské dědictví a kvůli hrozbě tureckých útoků. Hlavním iniciátorem opevňovacích prací byl Jindřich VII. z Rožmberka. Josef Štěpánek Netolický zde uplatnil své zkušenosti s vodními stavbami, protože voda byla součástí opevnění.
Na jeho dílo navázal v polovině 16. století Jakub Krčín.